# Llista de rellotges de sol d'Andorra
Llista de rellotges de sol instal·lats de forma permanent en espais públics d'Andorra.
| Nom                                             | Descripció                                                                        | Localització                                                               | Coordenades                                          | Fitxa | Imatge                                                                                         |
| ----------------------------------------------- | --------------------------------------------------------------------------------- | -------------------------------------------------------------------------- | ---------------------------------------------------- | ----- | ---------------------------------------------------------------------------------------------- |
| Casa Gabatxa                                    | Inscripció: Qui hores passa anys empeny                                           | Canillo                                                                    |                                                      | fitxa | Casa Gabatxa (Canillo) · Carregueu una nova foto                                               |
| Casa particular dins del veïnat de l'Aldosa     | Inscripció: MCMXCV                                                                | Canillo                                                                    |                                                      | fitxa | Casa particular dins del veïnat de l'Aldosa (Canillo) · Carregueu una nova foto                |
| Casa Violes                                     | Inscripció: SRF 1984 / Casa Violes                                                | Canillo                                                                    | 42° 34′ 01″ N, 1° 35′ 49″ E / 42.566952°N,1.596878°E | fitxa | Casa Violes (Canillo) · Carregueu una nova foto                                                |
| Casa Reig                                       |                                                                                   | Encamp C. Sant Miquel 17                                                   |                                                      | fitxa | Casa Reig (Encamp) · Carregueu una nova foto                                                   |
| Prat Gran de l'Areny                            | Analemàtic                                                                        | Encamp                                                                     |                                                      | fitxa | Prat Gran de l'Areny (Encamp) · Carregueu una nova foto                                        |
| Carretera del Serrat, Ansalonga                 | Inscripció: Tempo fugit                                                           | Ordino Carretera del Serrat, cantonada desviació al Coll de Jou, Ansalonga |                                                      | fitxa | Carregueu una nova foto                                                                        |
| ApartHotel Ordino                               | Inscripció: Sol omne prodest                                                      | Ordino Plaça Jardí de les Nenes                                            |                                                      | fitxa | ApartHotel Ordino (Ordino) · Carregueu una nova foto                                           |
| Església de Sant Corneli i Sant Cebrià          |                                                                                   | Ordino                                                                     |                                                      | fitxa | Església de Sant Corneli i Sant Cebrià (Ordino) · Carregueu una nova foto                      |
| Casa d'Areny-Plandolit                          |                                                                                   | Ordino                                                                     |                                                      | fitxa | Casa d'Areny-Plandolit (Ordino) · Carregueu una nova foto                                      |
| Carrer Major de Pal                             |                                                                                   | La Massana Carrer Major, cantonada Callissa de Colom. Pal                  |                                                      | fitxa | Carregueu una nova foto                                                                        |
| Carrer a l'església de Pal                      | Inscripció: Any 1854                                                              | La Massana Pal                                                             |                                                      | fitxa | Carregueu una nova foto                                                                        |
| Av. Príncep Benlloch, 5                         |                                                                                   | Andorra la Vella Av. Príncep Benlloch, 5                                   |                                                      | fitxa | Av. Príncep Benlloch, 5 (Andorra la Vella) · Carregueu una nova foto                           |
| Carrer de Mossèn Tremosa, 8                     |                                                                                   | Andorra la Vella C. de Mossèn Tremosa, 8                                   |                                                      | fitxa | Carrer de Mossèn Tremosa, 8 (Andorra la Vella) · Carregueu una nova foto                       |
| Placeta de Sant Esteve, 2                       |                                                                                   | Andorra la Vella Placeta de Sant Esteve, 2                                 |                                                      | fitxa | Placeta de Sant Esteve, 2 (Andorra la Vella) · Carregueu una nova foto                         |
| Frontera Hispano-Andorrana                      |                                                                                   | Sant Julià de Lòria Passada la frontera, ja en territori d'Andorra         | 42° 26′ 28″ N, 1° 28′ 40″ E / 42.44105°N,1.477811°E  | fitxa | Frontera Hispano-Andorrana (Sant Julià de Lòria) · Carregueu una nova foto                     |
| Casa Duró                                       | Inscripció: Quan el Sol no toca a Aixovall, és que encara no ha sortit a la Vall. | Sant Julià de Lòria Placeta de Santa Filomena                              |                                                      | fitxa | Casa Duró (Sant Julià de Lòria) · Carregueu una nova foto                                      |
| Prop de l'església de Sant Miquel d'Engolasters | Inscripció: Temps fugit                                                           | Escaldes-Engordany Ctra. Andorra la Vella a Engolasters                    |                                                      | fitxa | Prop de l'església de Sant Miquel d'Engolasters (Escaldes-Engordany) · Carregueu una nova foto |